# Taxodium
Taxodium is een geslacht van coniferen, dat tegenwoordig bij de cipresfamilie (Cupressaceae) wordt ingedeeld. Tot voor kort werd het geslacht tot de moerascipresfamilie (Taxodiaceae) gerekend. Dit geslacht omvat slechts twee soorten, waarvan de ene bladverliezend is en de andere bijna wintergroen. Hun verspreidingsgebied is beperkt tot het zuiden van de Verenigde Staten, Mexico en Guatemala. In Europa is van de twee soorten de moerascipres (Taxodium distichum) te vinden in parken. Er zijn kale cipressenlanen vermeld in Beetzendorfer Park en in Brandenburg an der Havel (Sumpfzypressenallee Grillendamm).Omdat het hout van de moerascipres erg populair is in de bosbouw, nemen de voorraden af. In vroegere geologische tijden was het geslacht wijdverspreider. Het is al bekend sinds de Jura en wordt fossiel gevonden in lagen uit bijvoorbeeld het Tertiair, die worden gewonnen in Duitse dagbouw bruinkoolmijnen.

## Systematiek
Er wordt onderscheid gemaakt tussen de volgende twee recente soorten in het geslacht:
- Moerascipres (Taxodium distichum (L.) Rich. Met de variëteit rechtopstaande kale cipres Taxodium distichum var. imbricarium (Nutt.) Coffin.)
- Mexicaanse moerascipres of Montezumacipres (Taxodium mucronatum Ten.)

Sommige auteurs maken een onderscheid tussen drie soorten moerascipressen of slechts één soort met drie variëteiten, aangezien ze allemaal hybriden met elkaar kunnen vormen.
Volgens WCSP wordt er onderscheid gemaakt tussen drie varianten van één soort:
- Moerascipres (Taxodium distichum var. distichum): wordt gevonden in het zuidoosten en het oosten van de Verenigde Staten.
- Moerascipres (Taxodium distichum var. imbricarium (Nutt.) Croom): Komt voor in het zuidoosten van de Verenigde Staten.
- Mexicaanse kale cipres (Taxodium distichum var. mexicanum (Carrière) Gordon & Glend.; synoniem: Taxodium mucronatum Ten.): Het komt voor van Zuid-Texas tot Mexico en Guatemala.

- Taxodium distichum
- Taxodium ascendens
- Taxodium mucronatum

## Literatuur

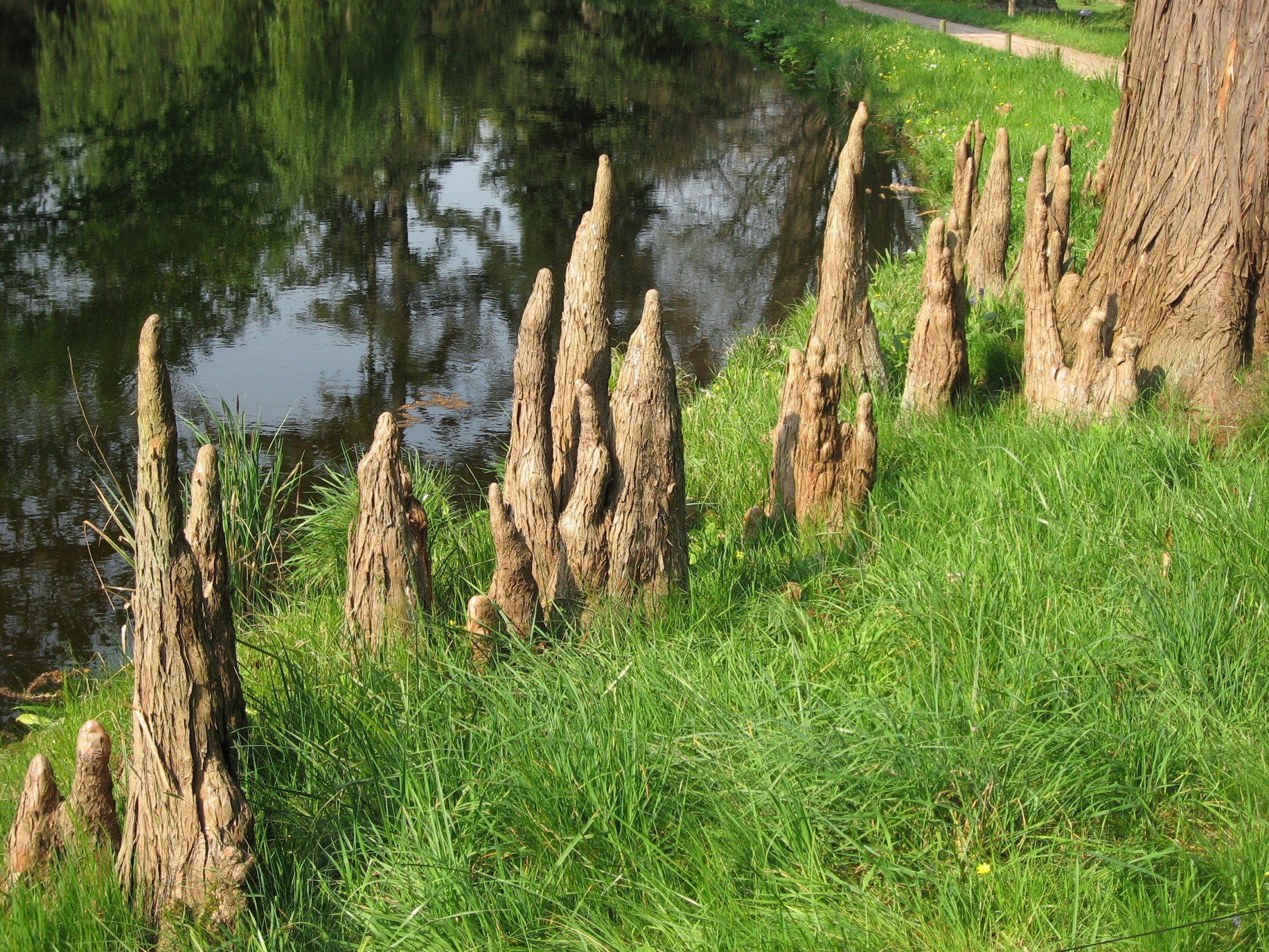
Pneumatoforen van Taxodium ascendens